# (37509) 3192 T-2
3192 T-2 (asteroide 37509) é um asteroide da cintura principal. Possui uma excentricidade de 0.25158260 e uma inclinação de 7.67307º.
Este asteroide foi descoberto no dia 30 de setembro de 1973 por Cornelis Johannes van Houten e Ingrid van Houten-Groeneveld e Tom Gehrels em Palomar.